# 赤城犬

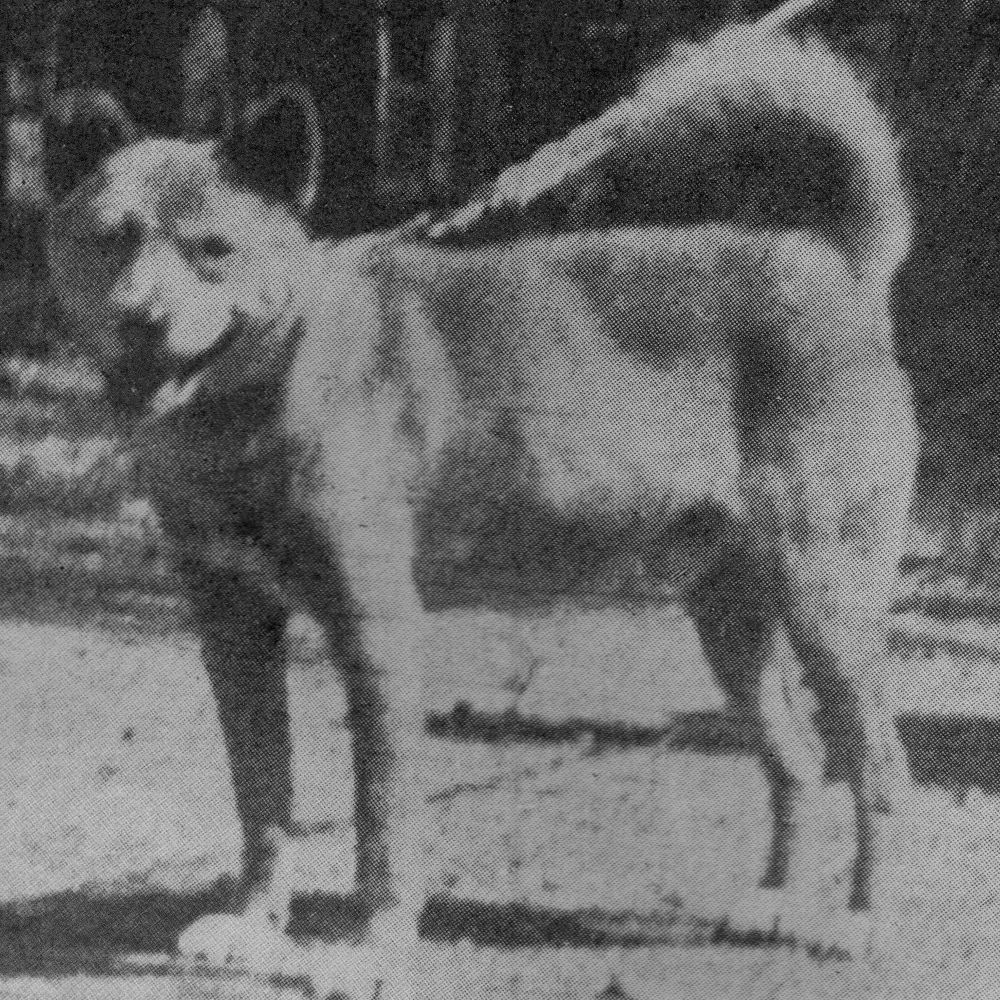
昭和初期に撮影された赤城犬

赤城犬（あかぎいぬ / あかぎけん）は、群馬県原産の日本犬の一種である。元々いた正系と信州から来た柴犬の系譜の2種類が存在した。

## 概要
元々の赤城犬と呼ばれていた正系は小さくとも四貫から五貫（15kg-18.75kg）ほどで、赤城山の東から北部に掛けたところではさらに大きかったとされる。1932年（昭和7年）に当時17歳だったマルという雄の老犬を最後にこの系統は滅んだ。
もう1つは信州柴犬の子孫であり、同系には十石犬や秩父犬などが属している。群馬県内の地犬の中では特に現在の柴犬に近く、1933年（昭和8年）に日本犬保存運動のもと撮影された写真から体格はやや小さめで短毛、赤毛であったことが確認できる。これも今では絶滅している。
江戸時代に庄屋を務めた森田家（現・北群馬郡吉岡町）の記録に、嘉永2年（1849年）に勢多郡宮田村（現・渋川市赤城町宮田）から伊勢参りの赤毛と白の斑犬があったことが見える。